# یواس‌اس بجر (دی‌دی-۱۲۶)
یواس‌اس بجر (دی‌دی-۱۲۶) (به انگلیسی: USS Badger (DD-126)) یک کشتی بود که طول آن 314 ft 5 in (95.83 m) بود. این کشتی  در سال ۱۹۱۸ ساخته شد.